# Pyrrhocoris apterus
La cimice rossonera (Pyrrhocoris apterus Linnaeus, 1758), detta anche insetto carabiniere o cimice carabiniere (in altre lingue: in francese gendarme, "gendarme" o "soldato"; in inglese firebug e in tedesco Feuerwanze, "insetto di fuoco"), è un insetto eterottero appartenente alla famiglia Pyrrhocoridae.

## Descrizione

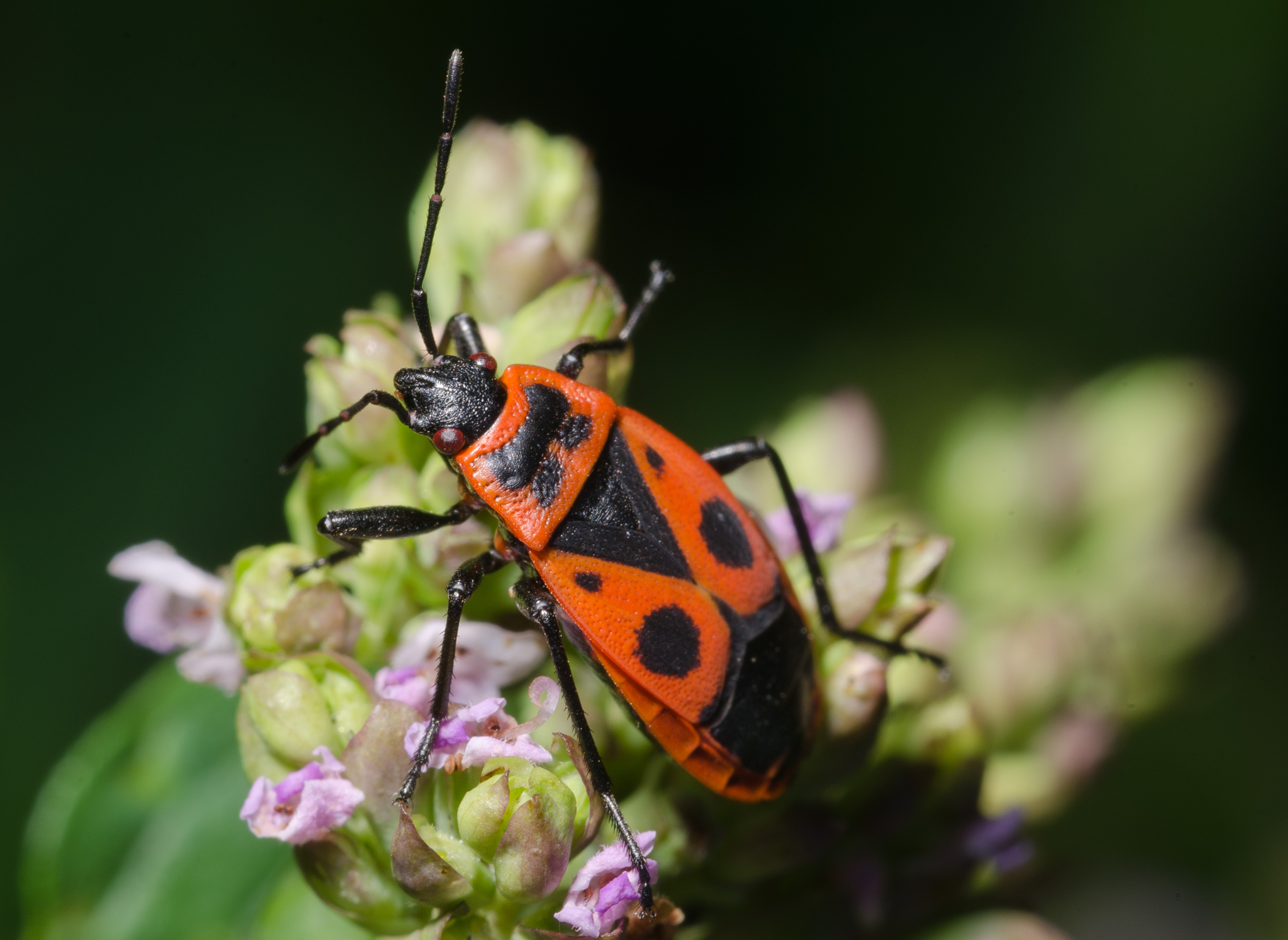
Pyrrhocoris apterus

Questo insetto di forma ovale e piana è particolarmente riconoscibile dal suo colore rosso acceso e dalle forme geometriche nere distribuite sul suo corpo. Quest'ultime sono condizionate da fattori abiotici come per esempio la temperatura.
La testa e le zampe dell'animale sono nere, il pronoto è rosso con una grande macchia nera, lo scutello è nero e le ali sono rosse con tre macchie nere ciascuna. Questi colori sgargianti e queste forme particolari servono a scoraggiare i suoi predatori. Questa strategia di difesa è chiamata aposematismo.
Un altro meccanismo di difesa adottato dalle larve è quello di emanare uno sgradevole odore grazie a tre ghiandole situate sul lato dorsale dell'addome. Questa strategia viene usata per comunicare e per cacciare.
La lunghezza di questo animale varia dagli 8 ai 12 millimetri e una differenza morfologica tra i maschi e le femmine è poco visibile.
Le ali e le elitre possono andare incontro ad uno sviluppo totale o parziale. Solamente lo sviluppo totale permette all'animale di volare.

## Distribuzione e habitat
Pyrrhocoris apterus è una specie molto diffusa in tutta Europa, in parte dell'America e dell'Asia. È possibile incontrare questo insetto nelle zone temperate e mediterranee, ma non in alta montagna.

## Biologia
In primavera questa specie ha l'abitudine di formare grandi gruppi (dalle decine alle centinaia di individui) ai piedi di tronchi d'albero soleggiati.
Durante la stagione invernale, possono sopravvivere nascondendosi in rifugi naturali, come ad esempio sotto le foglie morte, nelle fessure dei tronchi d'albero o sotto i sassi.
Questo è possibile poiché le cimicette rallentano il loro metabolismo come in una sorta di ibernazione.

### Alimentazione
Grazie al rostro la cimice rossonera si ciba  principalmente di linfa e di semi di piante. Le sue preferite sono le Malvaceae e i tigli, ma non disdegnano i noccioli, le querce, gli oleandri e gli ibiscus. Questi insetti non rappresentano nessuna minaccia per le piante, in quanto non recano alcun danno.
Può anche nutrirsi di altri animali (zoofago) e di carogne (necrofago); infatti, può succhiare l'emolinfa di queste ultime.

### Riproduzione

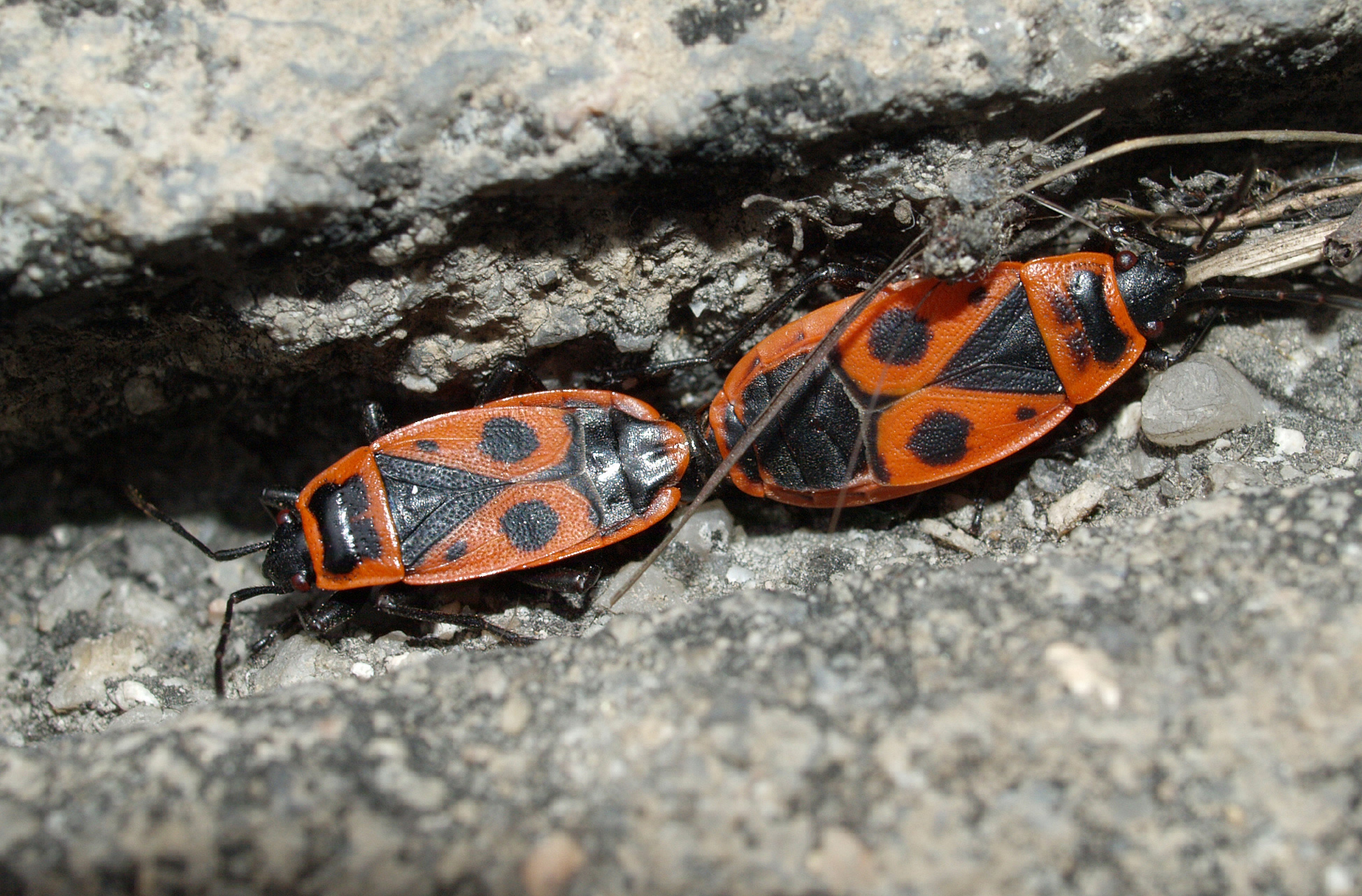
Pyrrhocoris apterus durante l'accoppiamento

A inizio primavera, la femmina copula a tandem con più partner maschi immagazzinandone lo sperma. Questo può portare ad una competizione tra gli spermatozoi raccolti. Per questo motivo il maschio allunga il tempo di copulazione con la femmina che può variare dalle 12 ore ai 7 giorni. In questo modo il maschio si assicura che nella spermateca della femmina il suo sperma sia presente in maniera predominante.
Dopo l'accoppiamento, la femmina cerca un posto umido e protetto per deporre circa 12-60 uova che appaiono di colore nero e sono lunghe circa 1 mm.
Le neanidi  che nasceranno, assomiglieranno morfologicamente agli adulti, ma saranno tutte rosse con un'unica macchia nera vicino alla testa.
Le larve diventeranno adulte all'inizio dell'inverno dopo aver attraversato 5 diversi stadi dove avverrà una progressiva sclerificazione e pigmentazione dei tegumenti.
Studiando la spermatogenesi della cimicetta rossa nel 1891, il biologo Hermann Henking scoprì che durante la meiosi un elemento non si divideva come tutte le coppie dei cromosomi omologhi, ma veniva trasmesso direttamente alla cellula figlia. H.Henking decise di chiamare questo elemento X. Negli anni successivi, altri studiosi riuscirono a determinare che l'elemento X non era altro che un cromosoma. I maschi della specie Pyrrhocoris apterus producono due tipi diversi di spermatozoi: alcuni contengono il cromosoma X  e altri no. Dalla fusione di un uovo e di uno spermatozoo può nascere un individuo con un numero di cromosoma pari (femmine) o dispari (maschi). Questo insetto è stato fondamentale per la scoperta dei cromosomi che determinano  il sesso in tutte le specie viventi.

## Allevamento
Essendo la cimicetta rossonera un animale inoffensivo e inodore, è molto semplice da allevare in terrari e da osservare durante il corso della sua vita.

## Particolarità
È molto facile confondere la cimicetta rossonera con due specie molto simili ma non-relazionate: la prima è la Corizus hyoscyami (LINNEUS 1758), mentre la seconda è la Scantius aegyptius (LINNEUS 1758). A differenza della Pyrrhocoris apterus, la Corizus hyoscyami possiede solamente una macchia nera sulle elitre, mentre la Scantius aegyptius ha un'unica macchia nera circolare, nettamente più piccola sulle elitre.
In un esperimento avvenuto in laboratorio è stato possibile indurre la cimicetta rosso nera a produrre delle molecole antibatteriche contro alcuni batteri gram-positivi e gram-negativi.
La carta utilizzata da alcuni quotidiani americani come il New York Times, il Wall Street Journal, il Boston Globe, il Science e il Scientific America mostra la presenza di sostanze paragonabili all'ormone giovanile delle cimicette rosso nere.